# Пайн-стрит (Манхэттен)
Пайн-стрит (англ. Pine Street) — односторонняя улица в Нижнем Манхэттене, Нью-Йорк. Пайн-стрит начинается от Саут-стрит и идёт на северо-запад до Бродвея. Участок улицы между Саут- и Уотер-стрит является пешеходным.
Изначально улица носила название Кинг-стрит англ. King Street). После Войны за независимость городской совет планировал переименовать улицу в Конгресс-стрит, однако передумал. Тем не менее, в 1793 году улица всё же была переименована. Своё современное название она получила по небольшому сосновому (англ. pine) лесу, который рос на местной ферме зажиточного в 1640-х годах горожанина Яна Янсена Дамена. Спустя 40 лет, в 1831—1834 годах, Пайн-стрит наряду с соседними улицами подверглась значительной перестройке. Многие жилые дома были снесены, и их место заняли торговые помещения. В 1850-х годах на улице активно развилась продажа книг. На Пайн-стрит продавались в основном новинки, тогда как на многих соседних улицах продавались по большей части подержанные издания. Пайн-стрит сыграла не последнюю роль во времена Гражданской войны. Так, 15 декабря 1860 года две тысячи местных торговцев провели на улице стихийное собрание, в результате которого была принята анти-линкольновская резолюция; спустя четыре месяца, 15 апреля 1861 года, через 3 дня после начала войны, на Пайн-стрит собрались наиболее влиятельные граждане, запланировавшие на 20 апреля многотысячную акцию протеста. В результате на акцию в Юнион-сквере пришло от 100 000 до 250 000 человек. С 1880-х годов и по сей день Пайн-стрит входит в ядро Финансового квартала Манхэттена.
Ближайшей к Пайн-стрит станцией метро является Уолл-стрит (2, 3).

## Галерея

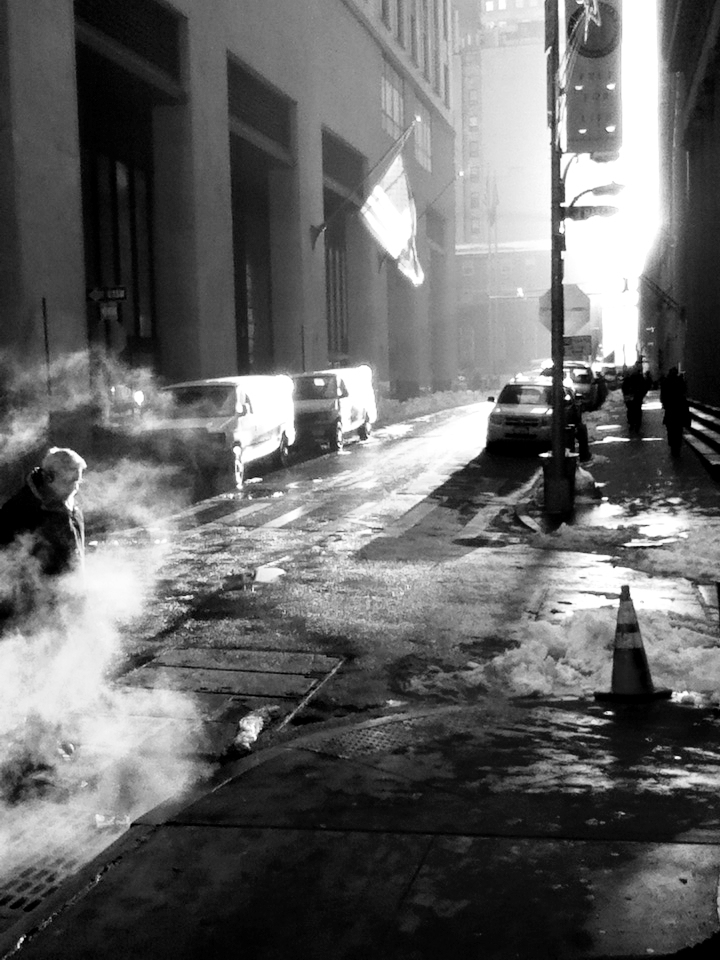
Вид в восточном направлении от пересечения с Нассо-стрит